# Hall Bartlett
Hall Bartlett (27 de noviembre de 1922 – 7 de septiembre de 1993) fue un actor, guionista y director de cine estadounidense, reconocido principalmente por dirigir la adaptación de Juan Salvador Gaviota en 1973.

## Filmografía

### Como director y guionista
- Unchained (1955)
- Drango (1957)[2]
- Zero Hour! (1957)
- All the Young Men (1960)
- The Caratakers (1963)
- Changes (1969)
- The Sandpit Generals (1971)
- Juan Salvador Gaviota (1973)
- The Children of Sanchez (1978)
- Love Is Forever (1983)